# Cristoforo Moro

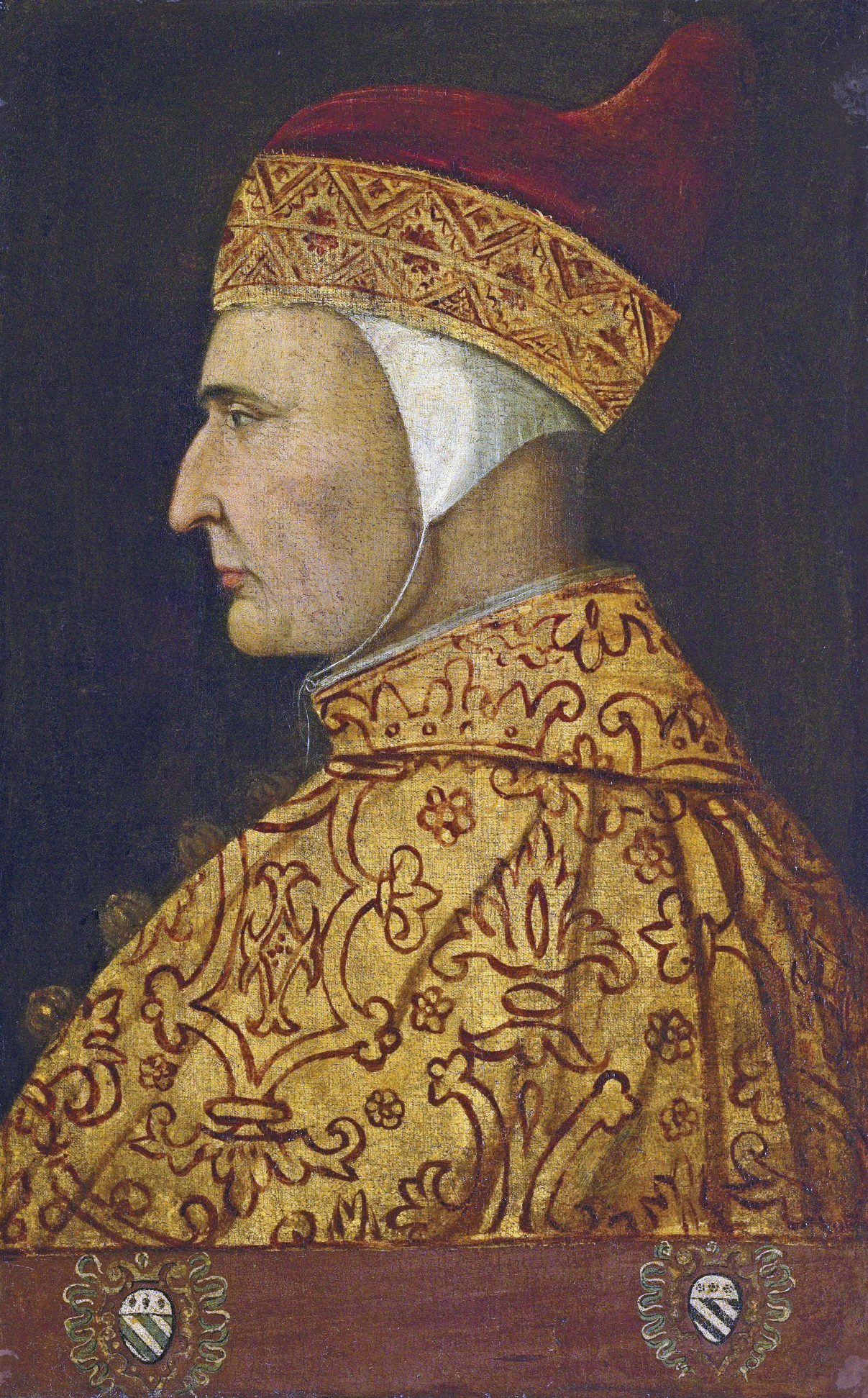
Doge Cristoforo Moro im Amtsornat, unbekannter Maler, wohl in den 1460er Jahren

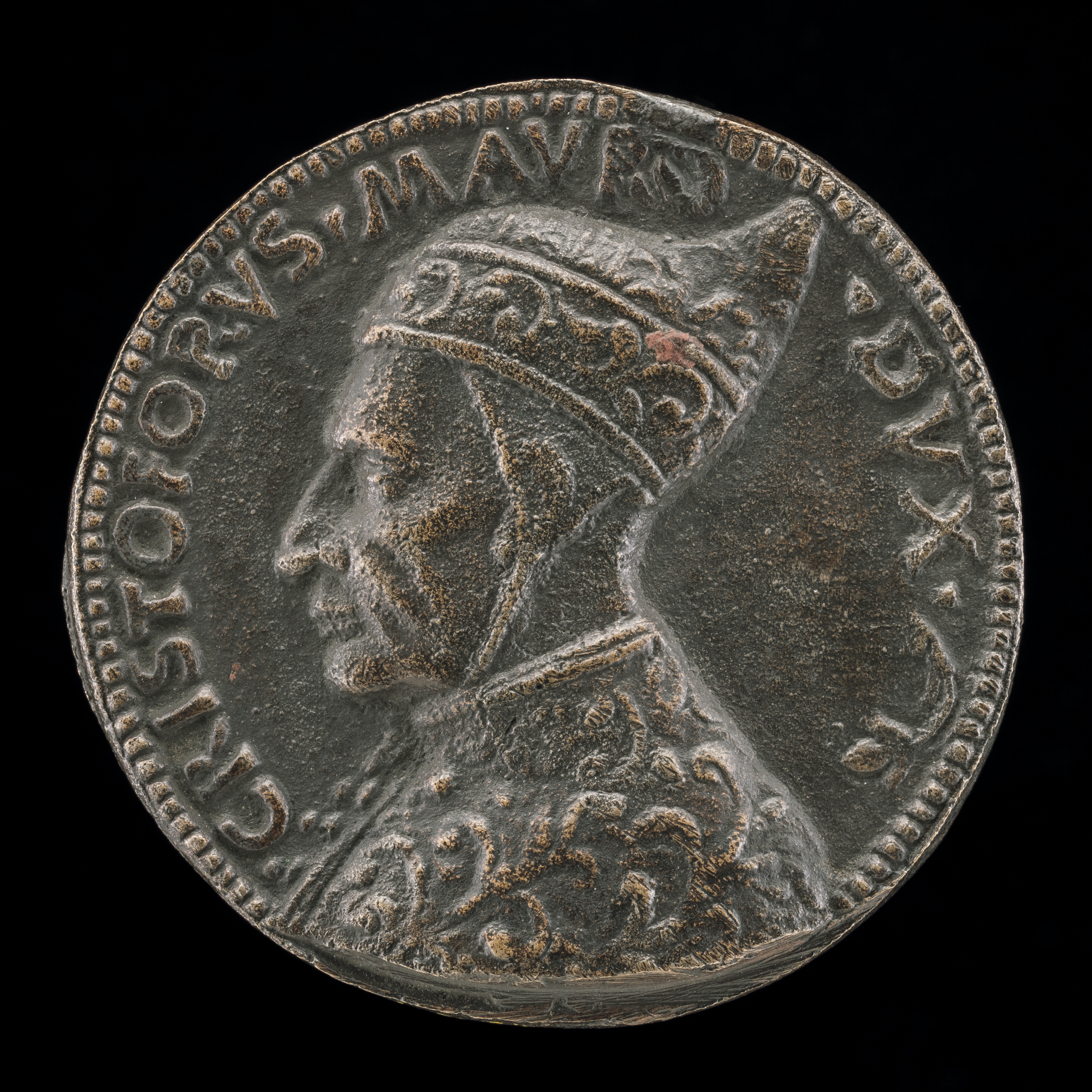
Antonello Grifo della Moneta, auch Antonello di Pietro (bl. 1447/54–1484): Schaumünze mit dem Porträt des Dogen, 36,58 g, National Gallery of Art; Antonello arbeitete an der venezianischen Zecca

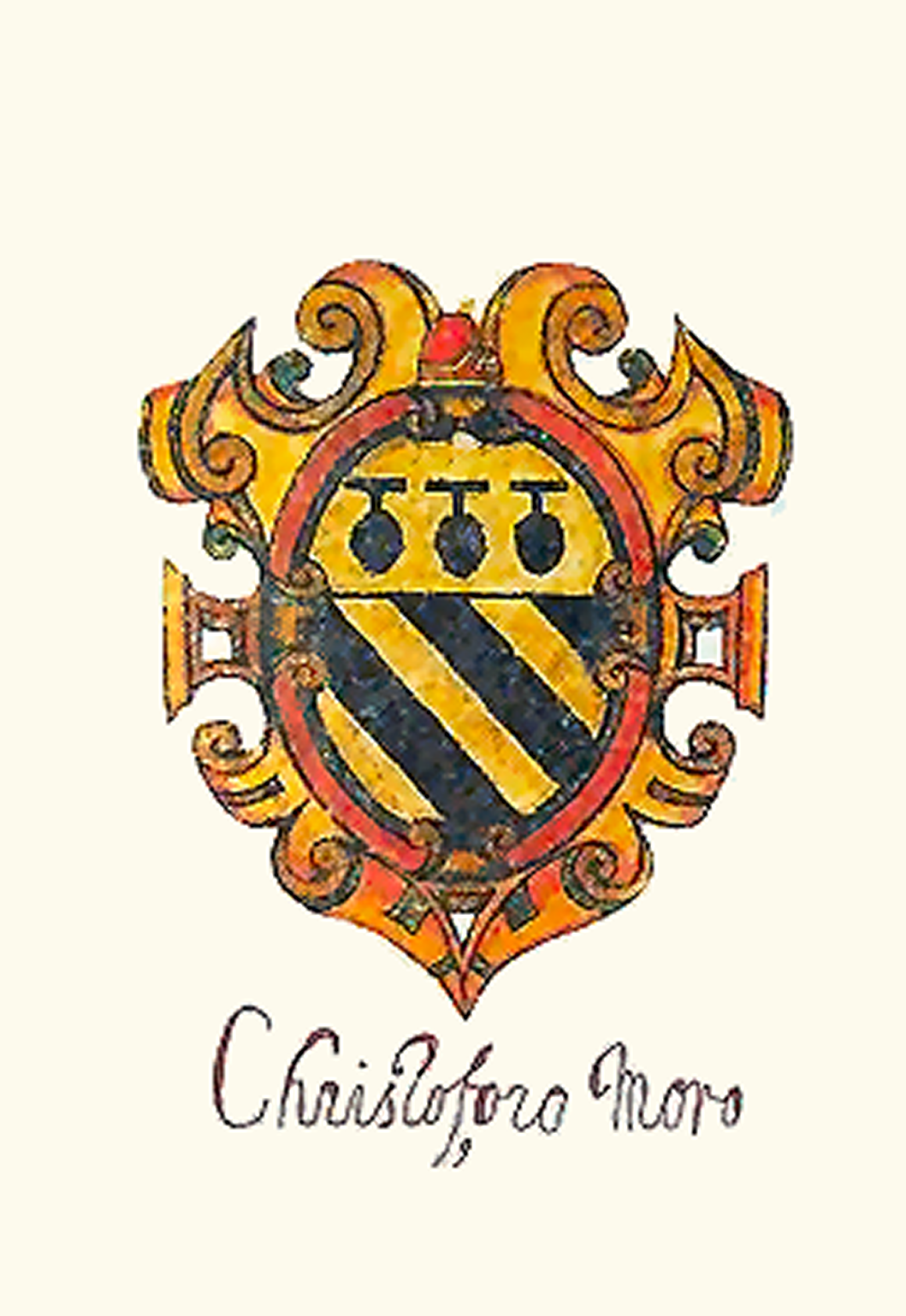
Wappen Cristoforo Moros, frühes 17. Jahrhundert

Cristoforo Moro (* zweite Jahreshälfte 1390 in Venedig; † 9. November 1471 ebenda) war, folgt man der Zählweise der staatlich gesteuerten Geschichtsschreibung der Republik Venedig, ihr 67. Doge. Er regierte vom 12. Mai 1462 bis zu seinem Tod neuneinhalb Jahre lang.
Moros frühe Ämterlaufbahn ist in den Quellen nicht sicher zu ermitteln. Ab 1429 übernahm er eine Reihe von Ämtern auf dem oberitalienischen Festland, der Terraferma, gelangte in den Rat der Zehn, vertrat als Dogenrat das Sestiere Santa Croce, einen der sechs Stadtteile der Kernstadt. Er wurde einer der Adligen, die im Jahr 1457 den Dogen Francesco Foscari  stürzten.
Im Jahr 1463 begann der 16 Jahre anhaltende Krieg mit dem Osmanenreich. Dem byzantinischen Humanisten Bessarion verdankt Venedig eine großzügige Schenkung, die den Grundstock der heutigen Marciana-Bibliothek bildet (1468). Unter Moro wurde die Entwicklung zu einer aristokratischen Verfassung der Republik Venedig vollendet.

## Familie
Cristoforo war der einzige Doge, der aus der Familie Moro hervorgegangen ist, die sich seit Ende des 10. Jahrhunderts in Venedig nachweisen lässt. Er wurde als zweiter Sohn des Lorenzo di Giacomo, Prokurator der Contrada San Zan Degolà, geboren. Der Name seiner Mutter ist nicht überliefert, sie stammte möglicherweise von der Insel Kreta, wo sich die Familienangehörigen sehr häufig aufhielten.
Zwar taucht die Familie nicht in den Registern der Balla d’oro auf, in denen die Söhne der adligen Familien üblicherweise ab einem Alter von 18 Jahren eingetragen wurden (damit waren sie berechtigt, an einem Zeremoniell zur Aufnahme in den Großen Rat teilzunehmen, dem zentralen Wahlgremium aller erwachsenen männlichen Patrizier). Dennoch muss die Familie längst in hohem Ansehen gestanden haben, wie die Wahl eines Onkels zum Prokuratoren, aber auch das Studium Cristoforo Moros in Padua (1406) belegen. Möglicherweise rühren daher seine intensiven Kontakte zu Literaten und Humanisten seiner Zeit.
Cristoforo Moro heiratete 1412 Cristina Sanudo di Leonardo di Marino San Polo, Schwester des Onkels des berühmten Historikers und Diarienschreibers Marin Sanudo. Sie brachte 1.200 Dukaten in die Ehe. Ihre Familie, die Sanudo Torsello, war nicht nur eine vermögende Kaufmannsfamilie, sondern sie hatte auch gute Kontakte zu den bedeutendsten Familien Venedigs, wie den  Memmo oder den Foscari. Das Paar hatte ein einziges Kind, einen Sohn namens Nicolò, der jedoch vor dem Vater starb, ohne eigene Kinder zu haben.

## Leben

### Ämterlaufbahn

#### Vertreter Venedigs in Chioggia, Belluno, Brescia und Casalmaggiore (1429–1439)
In den reichhaltigen Quellenbeständen Venedigs tauchen Namen sehr häufig mehrfach auf, zumal es in den meisten Familien eine Vorliebe für bestimmte Vornamen gab. Dies gilt auch für Moro. So erscheint just in dem Jahr, in dem er sein 25. Lebensjahr vollendete – ein Alter, ab dem man in die Ämter der Republik gewählt werden konnte –, ein Cristoforo Moro als Konsul der Kaufleute. 1431 erscheint er als „maior“, zehn Jahre später als „mazor“, was die Identifizierung noch schwieriger gestaltet.
Als gesichert gilt, dass der spätere Doge 1429 als Podestà von Chioggia wegen des grassierenden Hungers einen Getreidespeicher (fontico) errichten ließ. Zudem ließ er eine Sammlung der bis dahin erlassenen Gesetze und Regelungen zusammenstellen. Ähnliches bewerkstelligte er als Podestà und Rettore von Belluno am 16. Dezember 1432 und nochmals in Brescia, nachdem er bereits zum dritten Mal hintereinander zum dortigen Rettore gewählt worden war. Dort war die Ursache allerdings keine Teuerung, sondern der Kampf gegen das Herzogtum Mailand. Dieser rechtfertigte auch Moros längeren Aufenthalt in Casalmaggiore, wo er für die Versorgung der Flotte sorgte, die auf dem Po operierte. Im Gegensatz zu seinem Nachfolger Francesco Barbaro, der die Verteidigung der Stadt gegen den Condottiere Mailands Niccolò Piccinino von 1438 bis 1440 leiten musste, verlief Moros Amtszeit vergleichsweise ruhig.
Moro wurde am 8. April 1439 beinahe zum Gesandten nach Rom gewählt, doch stattdessen ging er von April bis September als Savio auf die Terraferma, das oberitalienische Festland. Im Juni ging er nach Legnago, um dort einen Gefangenenaustausch durchzuführen.

#### Innerer Machtzirkel: Rat der Zehn, Gesandter in Rom, Capitano von Padua (1439–1442)
Offenbar hatte er sich nun endgültig für Aufgaben im inneren Machtzirkel qualifiziert, denn am 15. August 1439 wurde er in eine Giunta, eine beratende Kommission Rates der Zehn kooptiert. Am 27. August kam es beinahe zu seiner Wahl zum Provveditore in campo, am 1. Oktober wurde er für eine Gesandtschaft nach Florenz nominiert. Die Stadt war mit Venedig gegen Mailand verbündet. In Florenz war kurz zuvor, nämlich am 5. Juli, in Anwesenheit von Papst Eugen IV. und dem byzantinischen Kaiser Johannes VIII. die Vereinigung der katholischen und der orthodoxen Kirche verkündet worden. Moro wurde nun Gesandter bei den Päpsten Eugen IV. und Nikolaus V. 1448 wurde er zum Prokurator von San Marco gewählt.
Auch war er anwesend, als die Union der beiden Kirchen Roms und Konstantinopels dekretiert wurde (s. Konzil von Ferrara/Florenz). Er hatte sich zunächst gegen die Nominierung zum Gesandten nach Florenz gewehrt, wurde jedoch erneut gewählt und musste am 3. Oktober 1439 aufbrechen. In Florenz ging es zugleich – ein besonders heikles Thema – um die Aufteilung der Kriegskosten. Weiter verkompliziert wurden die Verhandlungen durch die Tatsache, dass auf dem Konzil von Basel im November 1439 ein Gegenpapst, Felix V., gewählt wurde. Am 4. April 1440 wurde als Gesandter Orsatto Giustinian zum Nachfolger gewählt, während Moro am 23. April dem Senat von Venedig Bericht erstattete.
Am 24. Juni 1440 begleitete er Uguccione Contrari ins Collegio, den Gesandten des Markgrafen von Ferrara, dem vor kurzer Zeit die Polesine zurückgegeben worden war. Im Oktober war er unter den Dogenräten, den Consiglieri ducali. Im folgenden Sommer wehrte er sich zunächst gegen die Wahl zum Capitano (14. Juni), dann gegen die Wahl zum Podestà von Verona (23. Juli 1441). Stattdessen nahm er lieber die Wahl zum Capitano von Padua an, die am 8. April 1442 erfolgt war. Eine weitere Weigerung hätte seine politische Karriere wohl beendet.

#### Rat der Zehn, Dogenrat, Ankläger der Kommune, Sondergremien, Prokurator (1442–1448)

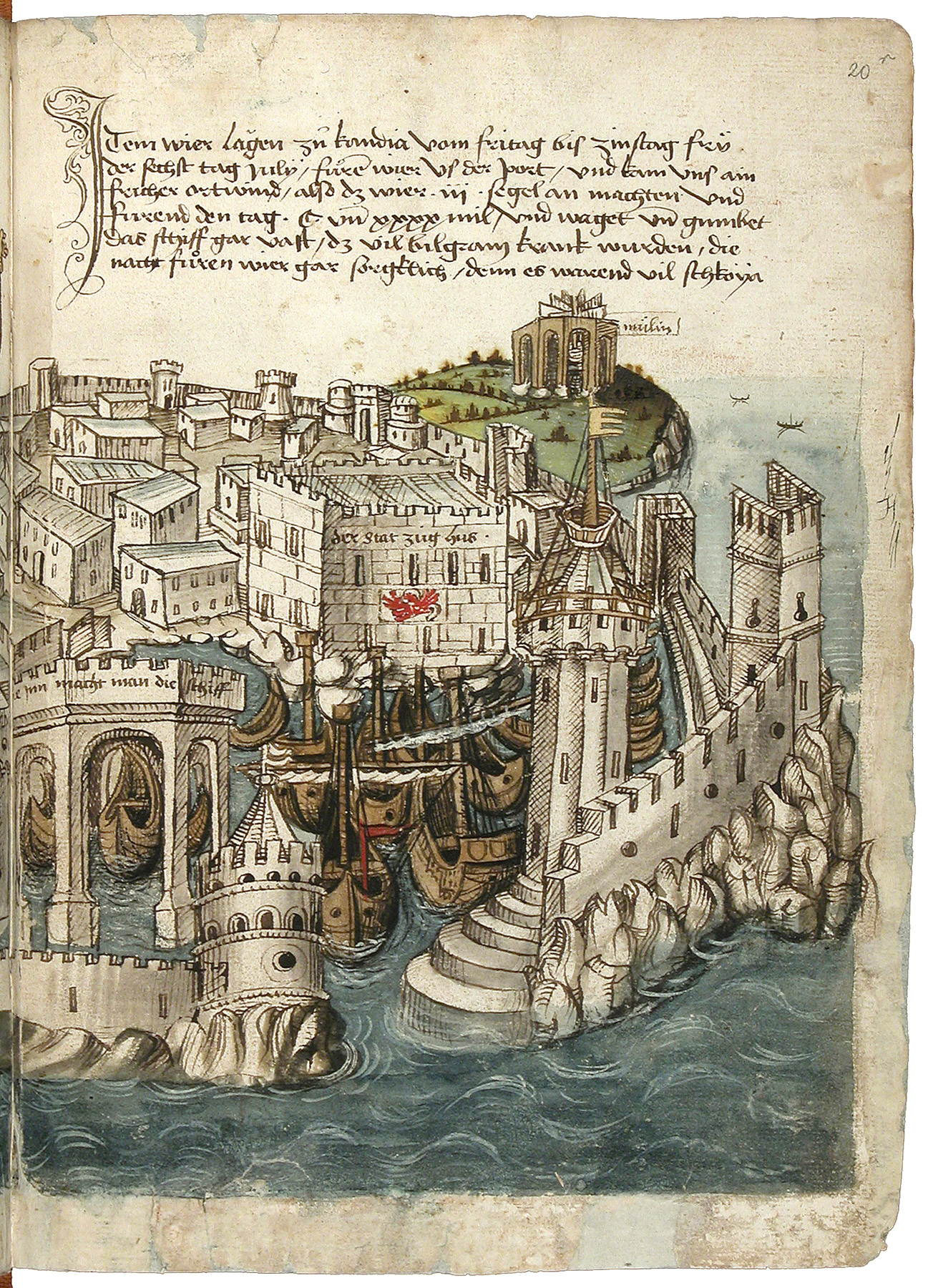
Candia um 1487 im Reisebericht des Konstanzer Pilgers Conrad Grünenberg († 1494)

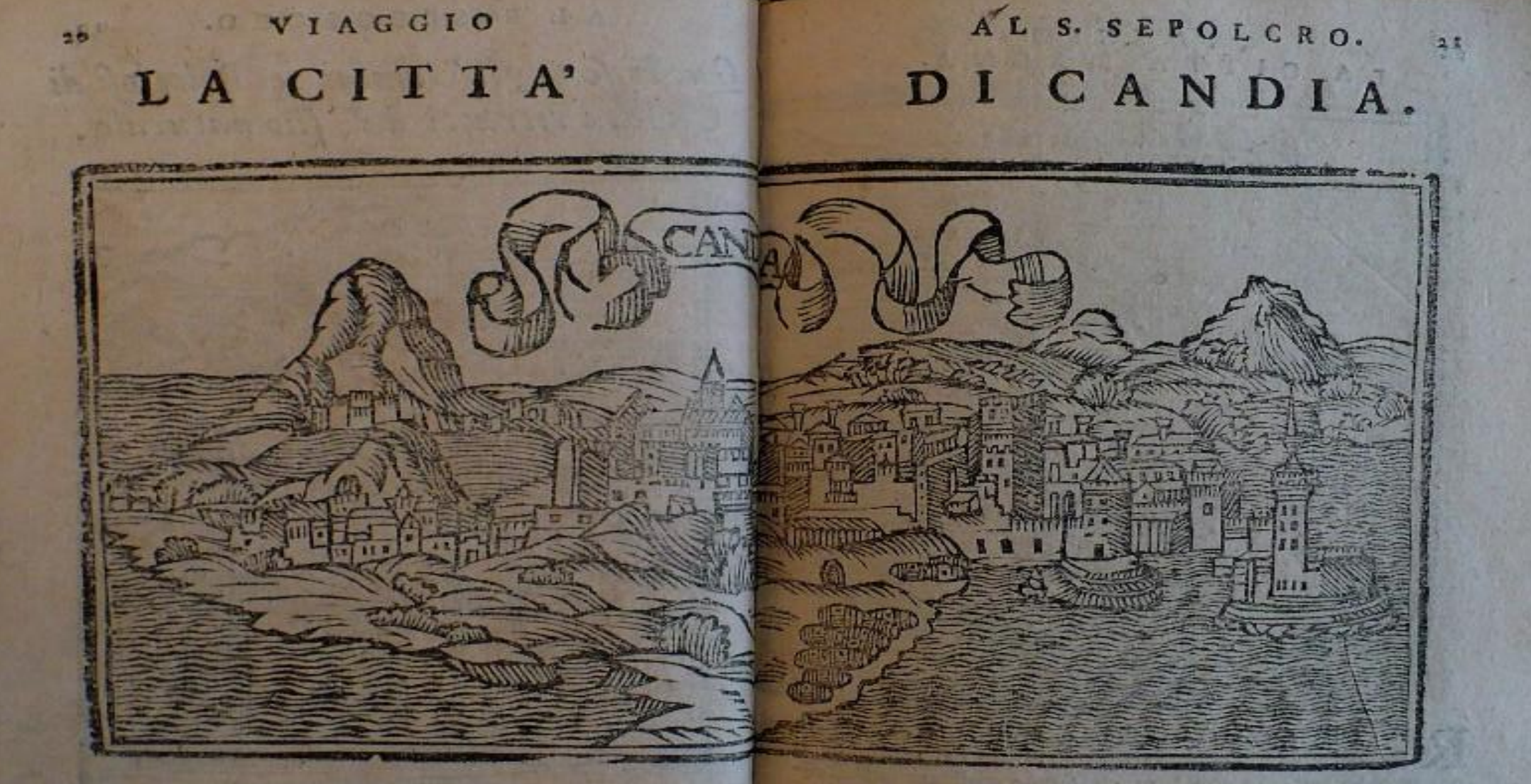
Candia im 16. Jahrhundert, aus: Noe (OFM, Bianchi): Viaggio da Venezia al S. Sepolcro, ed al monte Sinai, Venedig 1606 (Digitalisat), erneut bei Remondini, Bassano 1770, S. 16 f. (Digitalisat)

Am 1. Oktober wurde er Mitglied im Rat der Zehn, doch schon am 6. Dezember 1444 entschied er sich dafür, das Amt eines Dogenrates für das Sestiere Santa Croce, also für einen der sechs Stadtteile Venedigs, zu übernehmen. Am 18. Mai des Folgejahres wurde er zum Avogador di Comun gewählt (eine Art Chefankläger der Republik), da er sich als Verfechter der Gesetze und Statuten eignete, wie er in Treviso und Padua erwiesen hatte. Dort hatte er nicht gezögert, Entscheidungen der dortigen Rettori zu annullieren. Zwei weitere Posten musste er nicht annehmen, auf die er gewählt wurde, nämlich am 25. November 1445 zum Capitano von Candia (Kreta), und am 20. November 1446 zum Statthalter im Friaul. Am 28. November nahm er stattdessen die Entscheidung an, Angehöriger einer Giunta des Rates der Zehn zu werden. Diese hob das Urteil gegen Jacopo Foscari, den Sohn des Dogen Francesco Foscari, auf und ersetzte es durch ein milderes Urteil, nämlich die Verbannung in das Gebiet von Treviso.
Nach zwei Jahren in der Avogaria wuchs der Druck auf ihn, wieder Auslandseinsätze anzunehmen. Am 13. März 1447 wurde er dazu bestimmt, an einer Gesandtschaft zum neuen Papst Nikolaus V. teilzunehmen, doch nun erkrankte er. Am 30. Juli wurde er erneut zum Dogenrat gewählt, dann zum Savio del Consiglio für den Halbjahresturnus von April bis September 1448. Noch während seiner Amtszeit wurde ihm am 14. September die hohe Würde eines Prokuratoren von San Marco de ultra übertragen. Auf diese Weise konnte er sich erneut einer Gesandtschaftsreise entziehen – diesmal nach Florenz. Sein Amt als Savio gab er bis zu seiner Dogenwahl, bis zum 12. Mai 1462 nicht mehr auf.

#### Bernhardin von Siena (1443) und Umbau der Hiobskirche (ab 1450)

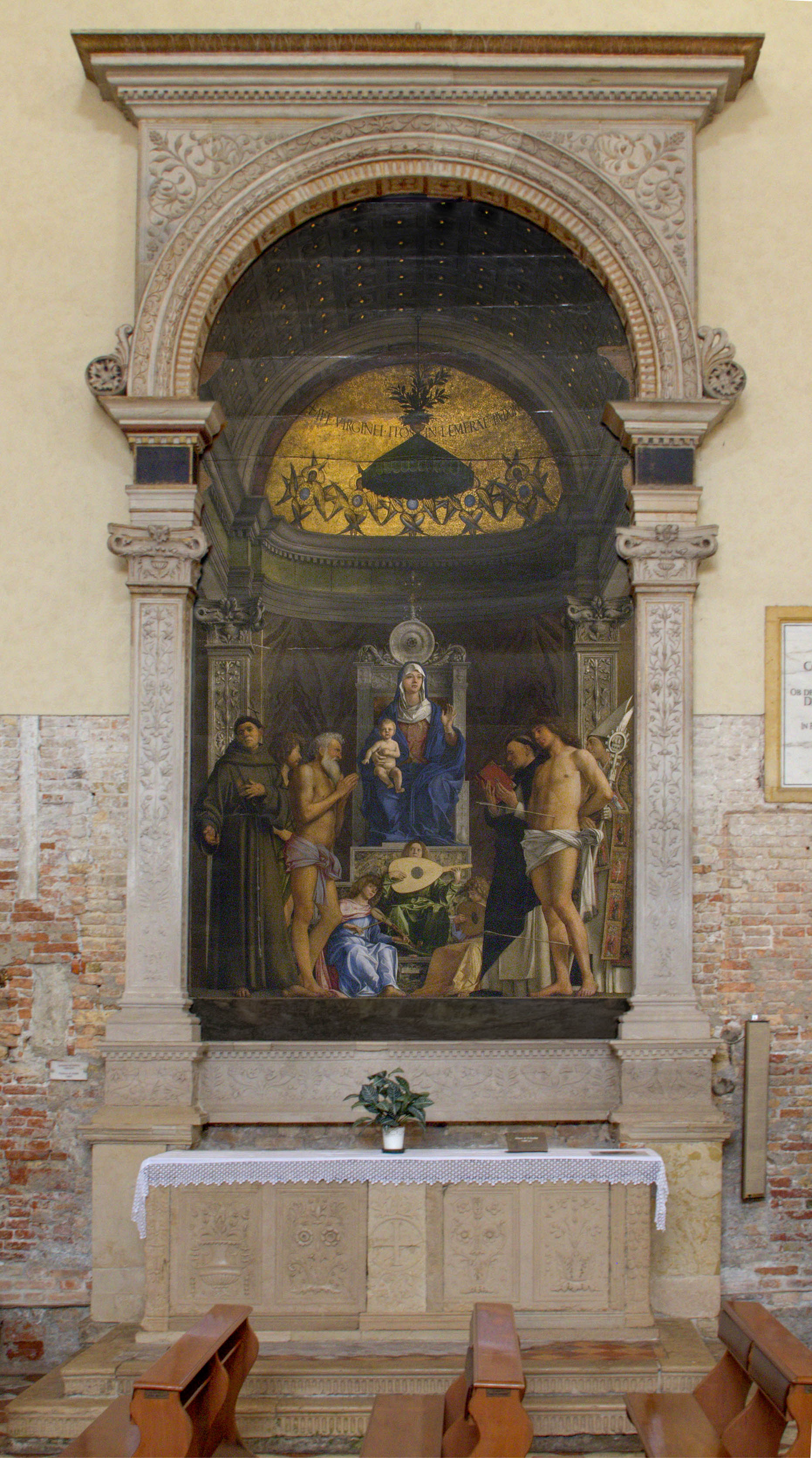
Die Pala di San Giobbe, (Altarretabel des hl. Hiob); sie wurde im Stil der Renaissance 1493 durch Pietro Lombardo erneuert (Öl auf Holz, 471 × 258 cm, heute in den Gallerie dell' Accademia zu Venedig). In der Mitte thronend Maria mit ihrem Sohn Jesus, zu ihren Füßen drei musizierende Engel; links die Heiligen Franz von Assisi, Johannes der Täufer und Hiob, rechts Dominikus, Sebastian und Ludwig von Toulouse.

In Erfüllung eines Gelübdes ließ er die Kirche San Giobbe errichten. Sie sollte dem Andenken an Bernhardin von Siena gewidmet sein, dem er dort, als dieser sich von einer Erkrankung erholte, begegnet war. Bernhardin hatte sich 1443 zum zweiten Mal in Venedig aufgehalten. Er soll Cristoforo Moro prophezeit haben, dass er einmal Doge von Venedig sein werde. Nach der Heiligsprechung Bernhardins am 24. Mai 1450 begann Moro ab 1451 gewaltige Summen in die Restaurierung des angeschlossenen Klosters zu stecken. Dort entstand eine Kapelle zu Ehren des Heiligen. Den Auftrag erhielt Antonio Gambello († 1481). Er selbst wollte dort mit seiner Frau beigesetzt werden. Der Auftrag ging schließlich an Pietro Lombardo. Moro war verheiratet, aber seit dem frühzeitigen Tod seines Sohnes ohne legitimen Erben. Er vermachte sein Vermögen verschiedenen wohltätigen Einrichtungen und Stiftungen, unter anderem der Kirche San Giobbe. Aus diesem Vermögen wurde das Presbyterium wiederhergestellt.

#### Sondergremien, Staatsfinanzen (bis 1455)
Moro betrieb ein Übereinkommen mit den Osmanen unter Mehmed II., dem es kurz zuvor gelungen war, Konstantinopel zu erobern. Bartolomeo Marcello sollte als Gesandter zum Sultan geschickt werden, um die Möglichkeiten venezianischen Handels zu eruieren, der für Venedig von größter Bedeutung war.
Am 19. September 1453 wurden Moro und Andrea Donà zu Savi gewählt, die sich mit dem Fall des Banco Soranzo befassen sollten (vgl. Giovanni Soranzo (Bankier)). Der Zusammenbruch dieser Bank hatte gravierende finanzielle Probleme nach sich gezogen. Noch am selben Tag wurde ihm eine Gesandtschaft zum Papst übertragen, um einen Frieden mit Francesco Sforza und Florenz zu erzielen. Die Reise dauerte von Oktober 1453 bis Mitte März 1454. Sie trug entscheidend dazu bei, dass am 9. April 1454 der Friede von Lodi geschlossen werden konnte.
Wieder als Savio del Consiglio gehörte Moro ab dem 6. September 1454 einer Kommission an, die den estimo überarbeiten sollte, eine übliche Vermögensschätzung, auf deren Genauigkeit ein wichtiger Teil der staatlichen Einnahnmen basierte. Am 20. Februar 1455 wurde er konsequenterweise Provveditore delle Pubbliche entrate – womit er für alle öffentlichen Einnahmen zuständig war.

#### Sturz des Dogen Francesco Foscari (1457), Zurückhaltung gegenüber Kreuzzug
Am 24. Juli 1456 wurde er in eine Giunta des Rates der Zehn kooptiert, die sich zum dritten Mal mit dem Sohn des Dogen befassen sollte. Moro stimmte am 23. Oktober 1457 für die Absetzung des Dogen. Unmittelbar danach wurde er einer der fünf Correttori della Promission ducale. Diese hatten die Aufgabe, den Amtseid, die promissione, des neuen Dogen zu überarbeiten. Neuer Doge wurde allerdings Pasquale Malipiero, auch wenn Moro selbst an seine eigene Wahl glaubte, die ihm der hl. Bernhardin prophezeit hatte.
Als Savio del Consiglio unterstützte er Ende Oktober 1458 eine vorsichtige Haltung, als es in Udine um einen Kreuzzug gegen die Osmanen ging, wie er überhaupt eine gewisse Distanz gegenüber einem solchen Unternehmen wahrte.

#### Wahl zum Dogen (1462)

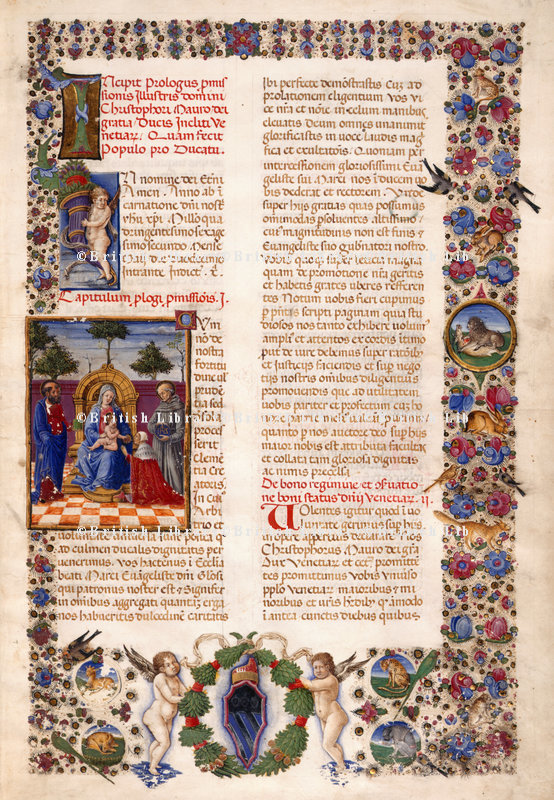
Die promissione, der Amtseid des Dogen Cristoforo Moro

Nochmals übernahm er gleichzeitig die beiden Ämter eines Savio del Consiglio und eines Provveditore sopra le Pubbliche entrate, als er am 12. Mai 1462, eine Woche nach dem Tod des Dogen Pasquale Malipiero, selbst zum Dogen gewählt wurde. Die von Moro selbst stammende Fassung des Amtseids, die bis dahin die Benennung des Staatswesens als „Commune Veneciarum“ enthielt, wurde nun auch formell durch die Begriffe „Dominium“ oder „Signoria“ ersetzt. Damit wurde die Aristokratisierung des venezianischen Staates, die schon seit der Wahl Francesco Foscaris im Jahr 1423 weit vorangeschritten war, auch äußerlich sichtbar und vollendet.

### Dogat

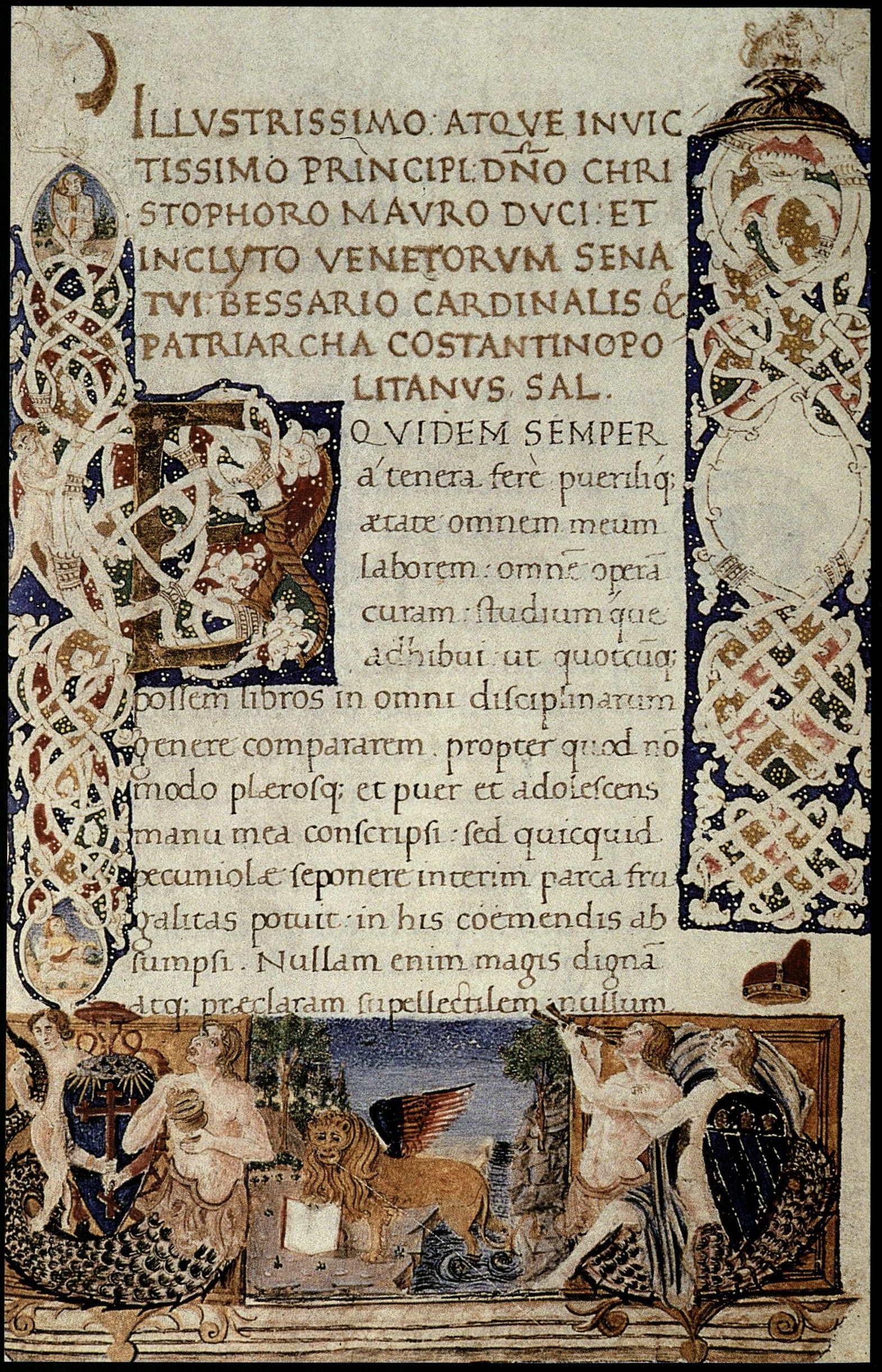
Brief Bessarions an den Dogen Cristoforo Moro und den Senat vom 31. Mai 1468 mit der Ankündigung seiner Schenkung, Handschrift in der Biblioteca Nazionale Marciana, Lat. XIV, 14 (= 4235), f. 1r.

Cristoforo Moro wurde gewählt, obwohl er durchaus keine einnehmende Erscheinung war. Er war klein und einäugig. Doch er wusste mit Menschen umzugehen, war kultiviert, von hoher Überzeugungskraft. Und er wich, für manchen im Gegensatz zu seinem Vorgänger, den unausweichlichen Auseinandersetzungen mit den Osmanen nicht aus. Diese hatten wenige Jahre nach der Eroberung Konstantinopels die letzten Reste des Byzantinischen Reiches auf der Peloponnes beseitigt und waren damit erstmals zu unmittelbaren Nachbarn venezianischen Gebietes auf der Halbinsel geworden.
Als die Osmanen auf die Peloponnes vordrangen, um sie endgültig zu erobern, erklärte Venedig ihnen im Juli 1463 den Krieg. Dieser sollte bis 1479 dauern. Am 19. Oktober verbanden sich Venedig, der Papst und das Herzogtum Burgund. Moro hielt am 9. November eine Ansprache vor dem Großen Rat, in der er anbot, selbst am Kreuzzug teilzunehmen. Doch wenige Tage danach trat er im Collegio zögerlich auf, berief sich auf Alter und Unerfahrenheit im Seekrieg; doch Vettore Cappello, einer der Dogenräte, führte ihm in aller Schärfe vor Augen, dass er die eingegangene Verpflichtung nun auch zu übernehmen hätte. Papst Pius II. hatte ihm, in der Absicht, Venedig in die Koalition einzubinden, ein geweihtes Schwert übersandt.

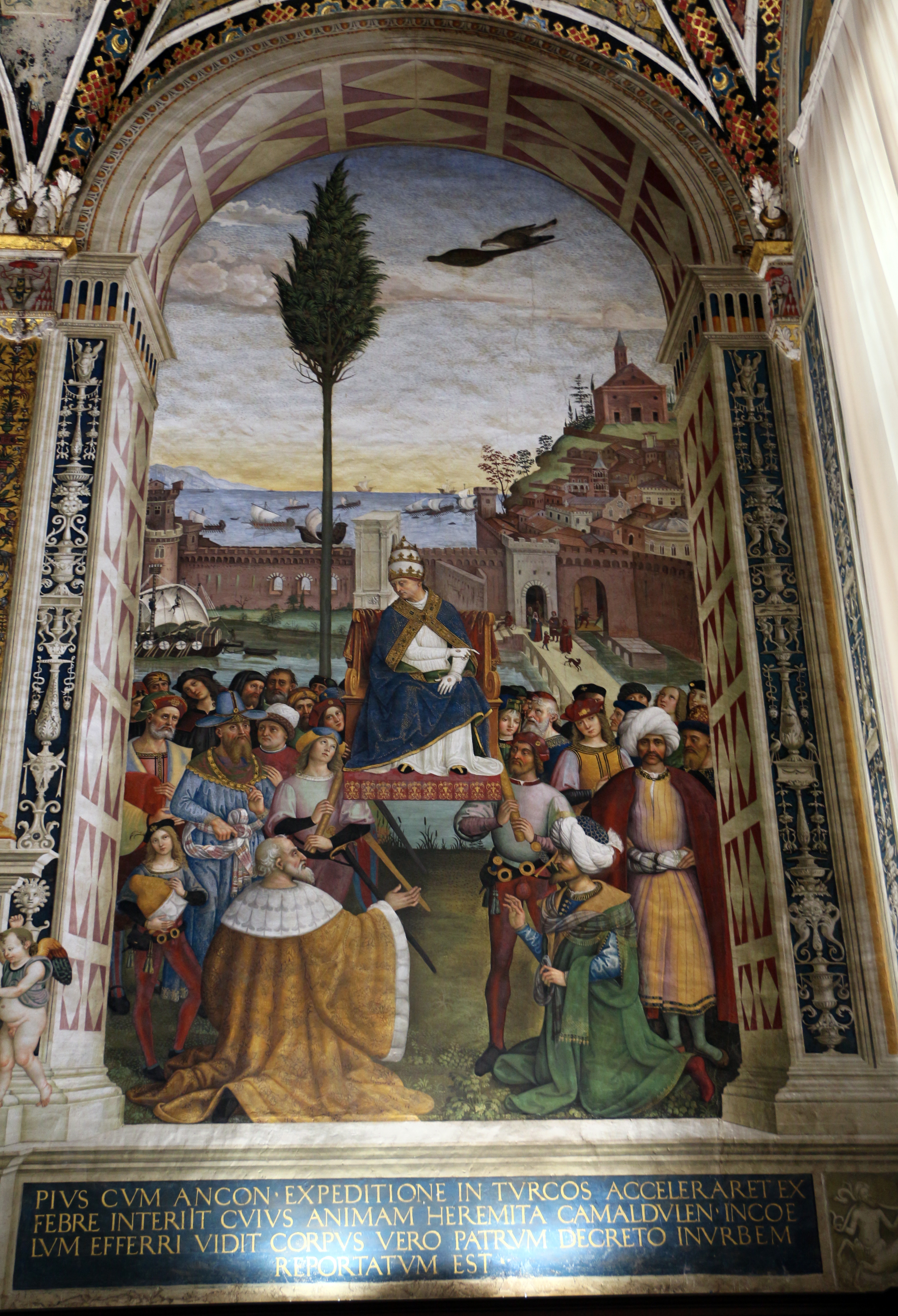
Pius II. in Ancona, Piccolomini-Bibliothek, Siena

Im April 1463, zehn Jahre nach der Eroberung Konstantinopels, besetzten osmanische Truppen die venezianische Festung Argos auf der Peloponnes. Der lateinische Patriarch Bessarion reiste nach Venedig, um die Republik zur „Verteidigung des Glaubens“ aufzufordern. Im selben Jahr kam es mit dem Segen des Papstes zu einer Koalition zwischen Venedig, Ungarn und Albanien, die ebenfalls von der Eroberungspolitik Sultan Mehmets II. bedroht waren.
Am 30. Juli 1464 brach eine Flotte nach Ancona auf, das sie am 12. August erreichte. Dort jedoch starb Papst Pius. Moro nutzte die Gelegenheit, um nach Venedig zurückzukehren. Er war kein Mann des Krieges, sondern eher der Kultur und der Religion zugeneigt. So förderte er, wohl zusammen mit seiner Frau und Dogaressa Cristina Sanudo, die in Venedig aufkommende Druckkunst – am 31. Mai 1468 schenkte Kardinal Bessarion Venedig seine kostbare Bibliothek, die den Kern der Bestände der Biblioteca Marciana bilden sollte –, auch ließ er den Foscari-Bogen im Dogenpalast erschaffen, zudem eine Reihe von Werken in der Markuskirche.

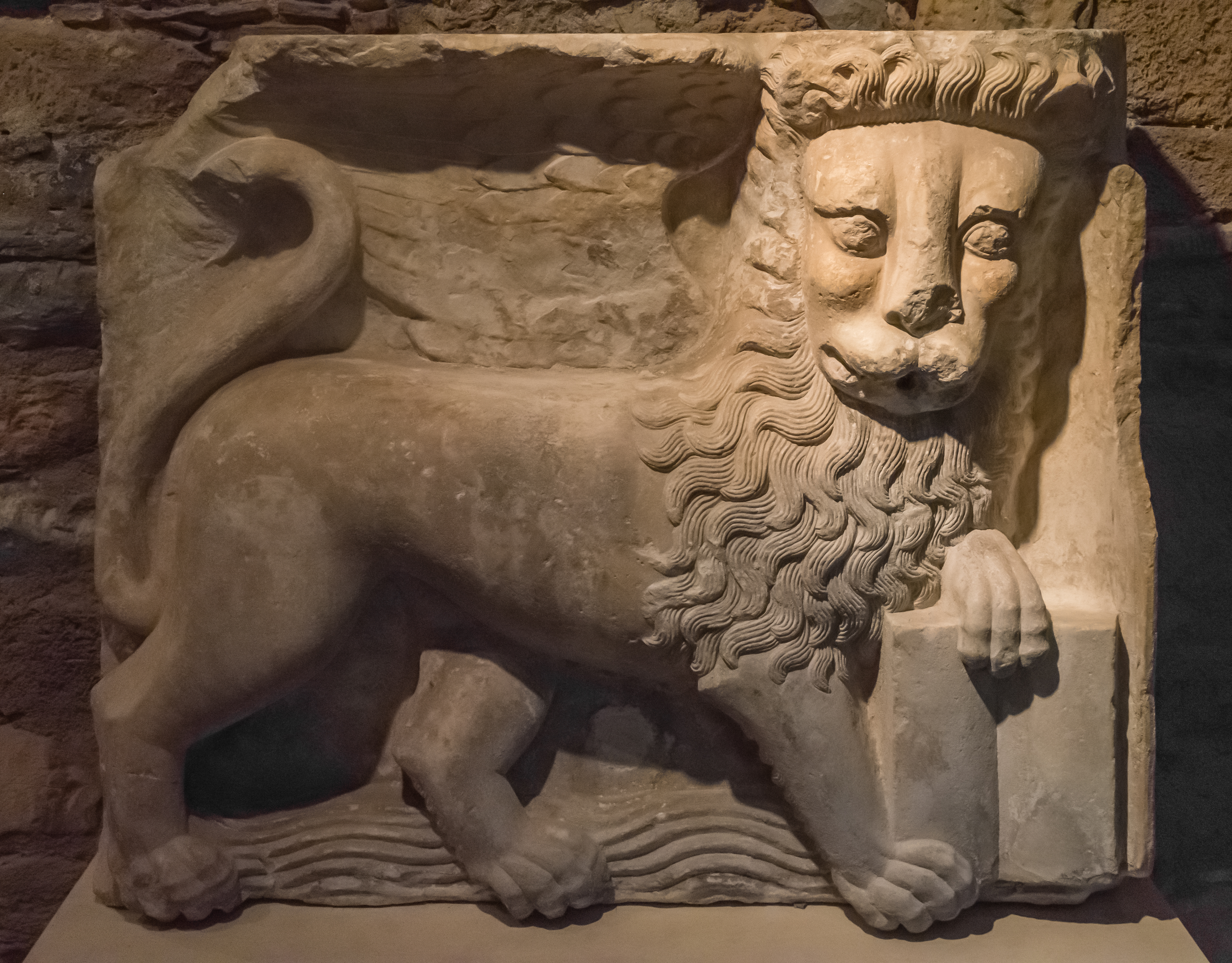
Der venezianische Löwe an der Festung von Chalkis, der Hauptstadt der bis 1470 venezianischen Insel Negroponte (Euböa)

1469 eroberte der Flottenkommandant Niccolò Canal zwar die an der Mündung der Maritza in die Ägäis gelegene Stadt Enos (heute türkisch, unmittelbar an der griechischen Grenze gelegen), die bis 1456 von den genuesischen Gattilusi beherrscht, dann jedoch von den Osmanen erobert worden war. Doch es gelang ihm nicht, die für Venedig viel bedeutendere Insel Negroponte zu verteidigen. Sie fiel unter enormen venezianischen Verlusten 1470 an die Osmanen.

### Tod, Testament
Moro starb am 9. November 1471. In seinem bereits am 1. September 1470 aufgesetzten Testament, das in seinem Haus bei San Zan Degolà verfasst wurde, hinterließ er großzügige Summen für die Armen. Dabei bevorzugte er das Kloster von San Giobbe. Sein Haus hinterließ er mangels Erben einem Nicolò Moro da Candia. Seine Frau starb am 12. Dezember 1471, nachdem auch sie ein Testament aufgesetzt hatte, keine fünf Wochen nach dem Tod ihres Ehemannes.

## Grabmal
Moros Grabmal befindet sich im Presbyterium von San Giobbe gegenüber dem Altar des hl. Bernardino. Es ist ein Bodengrab, das mit einer Grabplatte aus Marmor bedeckt ist.